# Kaulofil

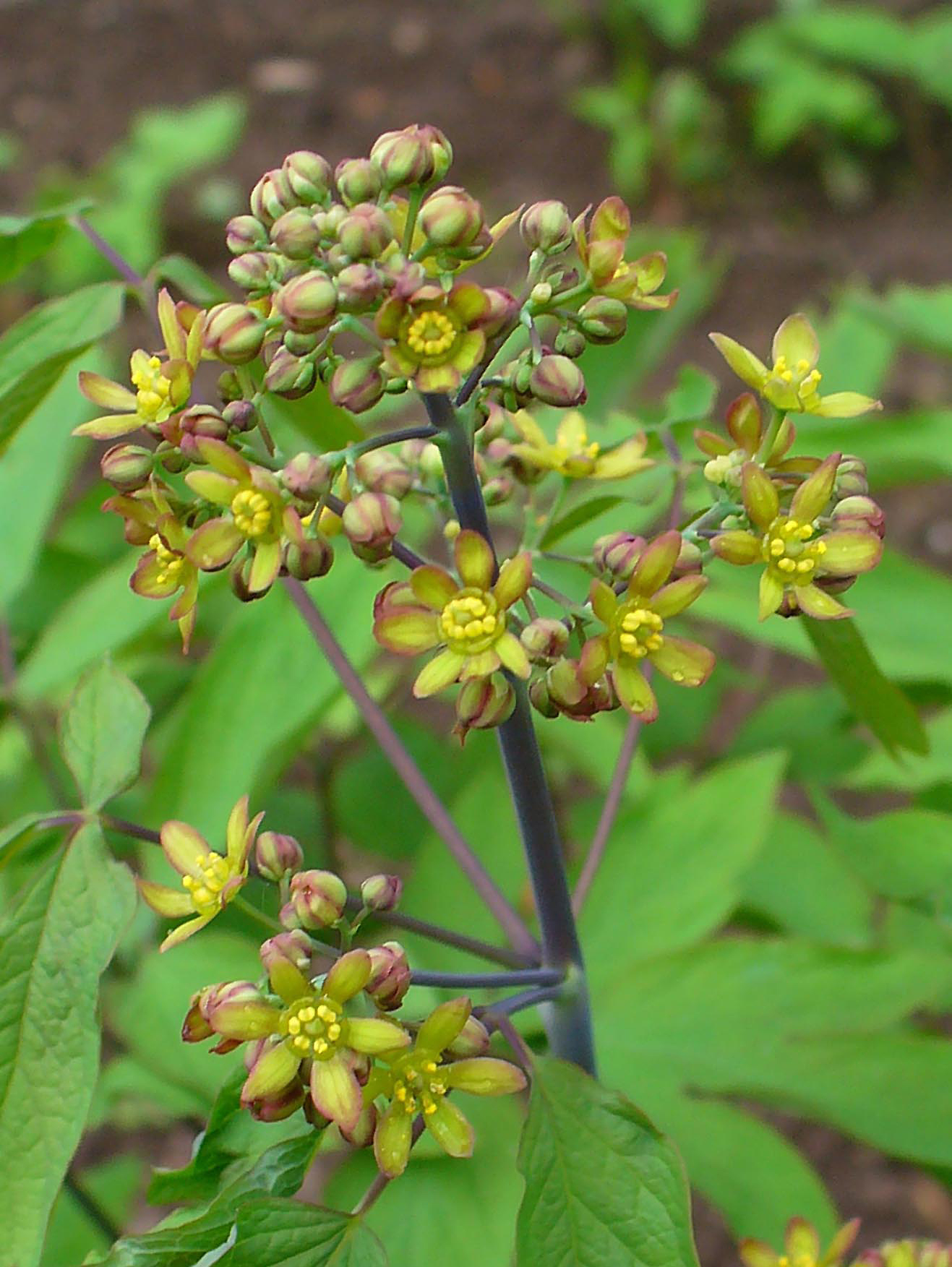
Kwiatostan Caulophyllum thalictroides

Kaulofil (Caulophyllum) – rodzaj bylin z rodziny berberysowatych (Berberidaceae). Obejmuje 3 gatunki występujące w Ameryce Północnej oraz w Azji. Rośliny te rosną w runie wilgotnych i świeżych, żyznych lasów.

## Morfologia
PokrójByliny kłączowe, nagie, rozwijające w kolejnych latach pojedyncze pędy nadziemne z dwoma liśćmi. Osiągają od 20 do 90 cm wysokości.
LiścieDwa liście łodygowe siedzace lub krótkoogonkowe, dolny większy od górnego. Blaszka liściowa 2-4 krotnie trójdzielnie złożona. Blaszka w zarysie ogólnym i poszczególne listki są owalne, całobrzegie lub wrębne. Nerwacja dłoniasta i pierzasta.
KwiatyZebrane w gęsty, szczytowy kwiatostan. Kwiaty o średnicy od 6 do 20 mm są trzykrotne. Sześć zewnętrznych listków okwiatu ma barwę żółtą, czerwoną, brązową lub zieloną. Sześć listków wewnętrznych z miodnikami. Sześć pręcików.
OwoceNie rozwijają się – ściany zalążni pękają po zapłodnieniu. Dojrzewające nasiona są wynoszone na wydłużających się szypułkach. Łupina nasion jest niebieska, mięsista.

## Systematyka
Pozycja systematyczna według APweb
Rodzaj należy do podrodziny Berberidoideae, rodziny berberysowatych (Berberidaceae) zaliczanej do jaskrowców (Ranunculales). 
Gatunki
- Caulophyllum giganteum (Farw.) H.Loconte & W.H.Blackw.
- Caulophyllum robustum Maxim.
- Caulophyllum thalictroides (L.) Michx. – kaulofil rutewkowaty[4]